# Jequié Airport
Jequié Airport är en flygplats i Brasilien.   Den ligger i kommunen Jequié och delstaten Bahia, i den östra delen av landet, 900 km öster om huvudstaden Brasília. Jequié Airport ligger 197 meter över havet.
Terrängen runt Jequié Airport är huvudsakligen kuperad, men den allra närmaste omgivningen är platt. Jequié Airport ligger nere i en dal. Runt Jequié Airport är det mycket glesbefolkat, med 4 invånare per kvadratkilometer.. Närmaste större samhälle är Jequié, 2,6 km nordväst om Jequié Airport.
Omgivningarna runt Jequié Airport är huvudsakligen savann.